# Михеева, Людмила Викентьевна
Людми́ла Вике́нтьевна Михе́ева (также Михеева-Соллертинская; 4 апреля 1933, Самара – 19 ноября 2023, Санкт-Петербург) — советский и российский музыковед, член Союза композиторов Ленинграда (с 1961 года).

## Биография
Людмила Михеева родилась в Самаре, в семье учёного, в дальнейшем — профессора и заведующего кафедрой Куйбышевского политехнического института Викентия Павловича Михеева. В 1958 году окончила теоретико-композиторский факультет Ленинградской консерватории, а в 1962-м — аспирантуру под руководством Михаила Друскина. В 1960—1964 годах Михеева в качестве редактора работала в Ленинградском отделе издательства «Советский композитор», в 1964—1971 годах — в Ленинградском отделе издательства «Музыка». Состояла в браке с музыковедом Дмитрием Соллертинским, сыном музыковеда Ивана Соллертинского.
Книги и статьи Михеевой посвящены вопросам теории музыки, музыкальной эстетики, исполнительства, а также творчеству отдельных композиторов — Эдварда Грига, Густава Малера, Дмитрия Шостаковича, Исаака Дунаевского и других. Немало внимания она уделяла популяризации академической музыки, в частности, вместе с Аллой Кенигсберг выпускала популярную серию «111…».
Людмила Михеева умерла в Санкт-Петербурге 19 ноября 2023 года.

## Сочинения
- «Исаак Осипович Дунаевский. 1900-1955» (1963)
- «Эдвард Григ. 1843—1907» (1965)
- «Рассказы об опере» (1966)
- «Густав Малер. 1860-1911» (1972)
- «В мире оперетты» (1977)
- «Музыкальный словарь в рассказах» (1984)
- «И.И. Соллертинский. Жизнь и наследие» (1988)
- «В мире оперы» (1989)
- «Жизнь Дмитрия Шостаковича» (1997)

В соавторстве с Аллой Кенигсберг:
- «111 опер» (1998)
- «111 симфоний» (2000)
- «111 увертюр, симфонических поэм, сюит и картин» (2002)
- «111 балетов и забытых опер» (2004)
- «111 ораторий, кантат и вокальных циклов» (2007)